# Vans

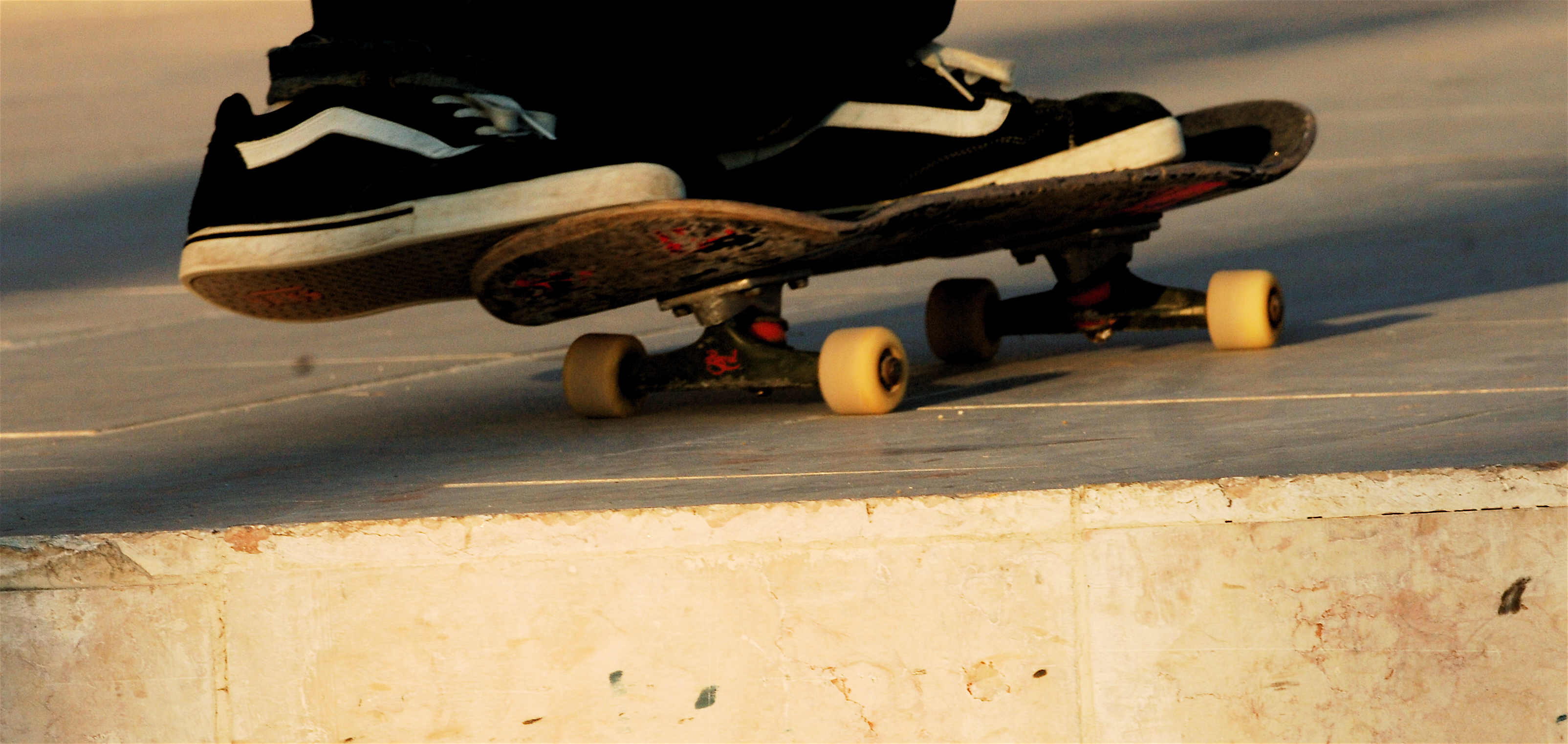
En skateboardåkare iförd Vans-skor.

Vans är en amerikansk tillverkare av skor främst för sporten skateboard. Företaget Van Doren Rubber Company grundades 1966 i södra Kalifornien.
Vans-skor har länge varit populära bland surfare och skateboardåkare och är fram till idag det största skatemärket i världen. 
Som nästan alla större skateboardmärken har Vans ett team de samlat på sig sedan begynnelsen och består av bland andra: Tony Alva, Bucky Lasek, Geoff Rowley, Dustin Dollin, Tony Trujillo, Anthony Van Engelen, Christian Hosoi, Steve Caballero, Tony Hawk med flera.